# Линьцзэ
Линьцзэ́ (кит. упр. 临泽, пиньинь Línzé, буквально: «перед озером Цзюйяньцзэ») — уезд городского округа Чжанъе провинции Ганьсу (КНР).

## История
В эпоху Воюющих царств в этих местах юэчжи, затем эти места взяли под контроль сюнну. При империи Западная Хань во времена императора У-ди сюнну были разгромлены Хо Цюйбином, и эти места были присоединены к империи Хань; в этих местах был создан уезд Чжаоу (昭武县). Во времена диктатуры Ван Мана он был в 9 году переименован в Цюйу (渠武县), но после основания империи Восточная Хань уезду в 29 году было возвращено прежнее название.
После основания империи Цзинь из-за практики табу на имена в 265 году, чтобы избежать употребления входившего в личное имя Сыма Чжао иероглифа «чжао», уезд Чжаоу был переименован в Линьцзэ.
При империи Северная Вэй уезд Линьцзэ был в 449 году присоединён к уезду Юнпин (永平县).
При империи Цин в 1750 году был создан Фуиский комиссариат (抚彝厅), подчинённый Ганьчжоуской управе (甘州府). После Синьхайской революции в Китае была произведена реформа структуры административного деления, в ходе которой были упразднены управы, а области и комиссариаты преобразованы в уезды; так в 1913 году вместо Фуиского комиссариата появился уезд Фуи (抚彝县). В 1929 году он был переименован в Линьцзэ.
В 1949 году был создан Специальный район Чжанъе (张掖专区), и эти земли вошли в его состав. В 1950 году он был расформирован, и эти земли перешли в состав Специального района Увэй (武威专区).
В 1955 году Специальный район Цзюцюань и Специальный район Увэй были объединены в Специальный район Чжанъе. В 1958 году уезд Линьцзэ был расформирован, а его территория разделена между уездами Чжанъе и Гаотай, но в 1961 году уезд был воссоздан. В 1970 году Специальный район Чжанъе был переименован в Округ Чжанъе (张掖地区).
Постановлением Госсовета КНР от 1 марта 2002 года были расформированы округ Чжанъе и городской уезд Чжанъе, и образован городской округ Чжанъе.

## Административное деление
Уезд делится на 7 посёлков.